# Фана, Хайлу
Хайлу Фана (англ. Hailu Fana; род. 20 июня 1967) — эфиопский шоссейный велогонщик. Участник летних Олимпийских игр 1992 года.

## Карьера
В 1992 году был включён в состав сборной Эфиопии на летних Олимпийских играх в Барселоне.
На них выступил в командной гонке с раздельным стартом на 100 км. По её результатам сборная Эфиопии (в которую также входили Бирук Абебе, Асмелаш Гейесус и Даниэль Тесфайе) заняла предпоследнее 28 место, уступив занявшей первое место сборной Германии почти 45 минут.